# 司令部委員
司令部委員，是中華民國國軍將領的一種閑職，屬調節與待命位置，依照中華民國國防部規定，調任司令部委員的將領如超過一年無法派任新職，即須退伍；若是涉及軍法或司法問題而無法核定退伍者，通常軍方會在其任職司令部委員的一年間短暫派任該員代理其他職缺，然後大約在一個月之內調回司令部委員重置其任期。
司令部委員無兵可轄，也不經手公文，有時甚至不必回營辦公，通常是少將或中將，薪俸只領少將或中將的本薪。此職稱原為「作戰計畫委員」，2001年《國防法》與《國防部組織法》實施後，各司令部的作戰計畫委員會被裁撤，改稱「司令部委員」，直接配置於陸、海、空軍等司令部之下。
部分媒體稱是當事人犯下重大缺失、有退伍規劃、或暫時無合適職務安排時的職缺，或者政黨輪替後對於前朝人馬的柔性疏退，惟此並非明文規範。

## 現任委員列表
- 國防部陸軍司令部委員
  - 簡聰淵（前陸軍航空特戰指揮部第601旅旅長）
  - 林國欽（前永和警衛室內衛少將主任）[9]
  - 陳敏華（前總統府警衛室主任）
  - 劉強華（前金門防衛指揮部政戰主任）80年班
  - 黃忠實（前第八軍團指揮部副指揮官）
- 國防部海軍司令部委員
- 國防部空軍司令部委員
  - 林重宏（前空軍通信航管資訊聯隊少將聯隊長）

## 註解
1. ↑  .   [2020-06-10]. （原始内容存档于2020-06-10）.
2. ↑  .   [2020-06-10]. （原始内容存档于2020-06-10）.
3. ↑  .   [2019-02-03]. （原始内容存档于2019-02-04）.
4. ↑  .   [2019-02-03]. （原始内容存档于2019-02-04）.
5. ↑  .   [2018-03-17]. （原始内容存档于2018-03-17）.
6. ↑  .   [2020-06-10]. （原始内容存档于2020-06-10）.
7. ↑  .   [2019-02-03]. （原始内容存档于2019-02-04）.
8. ↑  《聯合報》2009.05.02-調任委員 無兵可帶 如軍中冷宮
9. ↑  . 風傳媒. 2019年8月26日  [2019年8月27日]. （原始内容存档于2019年8月27日）.